# Much Against Everyone’s Advice
Much Against Everyone’s Advice ist das zweite reguläre Studioalbum der belgischen Alternative-Rock-Band Soulwax. Es erschien 1998 in Europa auf Play It Again Sam, ab 1999 wurde es über das Plattenlabel Almo Sounds auch in den USA verfügbar. Aufgenommen wurde das Album in verschiedenen Studios in Kalifornien sowie im flämischen Gent.

## Rezensionen
Das Album erhielt gute Kritikerrezensionen, der große kommerzielle Erfolg blieb jedoch aus.
Von Allmusic erhielt das Album vier von fünf Punkten mit dem Fazit „Much Against Everyone’s Advice […] is their finest to date“ (Much Against Everyone’s Advice ist ihr bestes Album bisher). Auch Intro bewertete das Album positiv und konstatierte etwa „Songs, Songs, Songs. Kein Füllmaterial.“ oder „zeitlos geschmackvolles, gefälliges, anmutiges Songwriting, ohne je vordergründig catchy zu sein.“

## Trackliste
1. Conversation Intercom – 3:06
2. Saturday – 3:11
3. When Logics Die – 3:29
4. Much Against Everyone’s Advice – 2:48
5. Overweight Karate Kid – 2:04
6. Proverbial Pants – 4:27
7. The Salty Knowledge Of Tears – 2:42
8. Flying Without Wings – 3:47
9. More Than This – 4:21
10. Too Many DJ’s – 4:31
11. Temptingly Yours – 2:26
12. My Cruel Joke – 4:23
13. Scream – 3:38
14. Funny – 4:34

Anmerkungen:
- Auf der US-Version fehlt My Cruel Joke ersatzlos; im UK erschienene Versionen des Albums weisen nur 11 Songs auf
- Seit 1999 sind auch limitierte Editionen von Much Against Everyone’s Advice mit einer International Hits genannten Bonus-CD erhältlich
- Das Album enthält im Pregap vor dem ersten Song Conversation Intercom den Hidden Track Turn on the A.C., der durch Zurückspulen erreichbar ist